# Albert Lodewijk van Hohenzollern-Sigmaringen
Albrecht Lodewijk Leopold Tassilo van Hohenzollern-Sigmaringen (Potsdam, 28 september 1898 - Bühlerhöhe, 30 juli 1977) was een Duitse majoor, landbouwer, componist en auteur. Hij behoorde tot het huis Hohenzollern-Sigmaringen.

## Levensloop
Albrecht Lodewijk was een zoon van prins Karel Anton van Hohenzollern uit diens huwelijk met Josephine van België, dochter van prins Filips van België. Na de dood van zijn vader in 1919 erfde hij de burcht van Namedy, die hij deels verbouwde. Ook zetelde Albrecht in de Deutschen Herrenklubs, een vereniging van de elite in de Weimarrepubliek. Ten tijde van Nazi-Duitsland sloot hij zich op 1 januari 1934 aan bij de NSDAP.
Als componist schreef hij klaviertrio's, variaties en fuga's over eigen thema's, een verjaardagserenade, een toccata en passacaglia voor klavier en strijkkwartet en liederen op teksten van Theodor Storm, Christian Morgenstern en Heinrich Heine. In 1934 verscheen zijn opus 8 Deutschlands Morgenrot: Du deutsches Volk, nun danke Gott, een vaderlandse cantate voor gemengd koor, strijkorkest, piano, pauken, kleine trom en blaasinstrumenten ad libitum op een tekst van Paul Kassel-Andernacht. Daarnaast schreef hij ook een biografie over koning Carol I van Roemenië, een autobiografie en boeken over muziek.
Tijdens de Tweede Wereldoorlog werd Albrecht opgeroepen voor de Wehrmacht. Hij vocht onder andere aan het Oostfront, in Sovjet-gebied en werd als oom van de Roemeense koning Michaël als majoor ingezet bij de Duitse legermissie in Roemenië. Daarbij werd hij in 1944 gevangengenomen, waarna hij werd opgesloten in een krijgsgevangenenkamp in Boekarest. In 1946 werd hij door de Sovjets naar het MVD-krijgsgevangenenkamp in Frankfurt an der Oder gevoerd, van waaruit hij zou overgebracht worden naar de Sovjet-Unie. Albrecht slaagde er uiteindelijk in om onder een valse naam ontslagen te worden.
Hij stierf in 1977 in een sanatorium in Bühlerhöhe.

## Huwelijk en nakomelingen
Op 29 mei 1921 huwde hij in Potsdam met Ilse Margot von Friedeburg (1901-1988), dochter van de Pruisische luitenant-generaal Friedrich von Friedeburg. Ze kregen vijf kinderen:
- Josephine Wilhelme (1922-2006), huwde in 1967 met graaf Harald von Posadowksy-Wehner
- Luise Dorothea (1924-1988), huwde in 1947 met graaf Egbert von Plettenberg
- Rose Margarethe (1930-2005), huwde in 1955 met Edgar Pfersdorf
- Maria (1935-1935)
- Godehard Friedrich (1939-2001), huwde in 1971 met Heide Hansen

- Gemeinsame Normdatei: 120374544
- International Standard Name Identifier: 0000 0001 0880 9152
- Library of Congress Control Number: no2004061029
- Nationale Bibliotheek van Israël: 987011196577405171
- Nederlandse Thesaurus van Auteursnamen: 079153585
- Virtual International Authority File: 25431960
- WorldCat: E39PBJwRQHF4fm6Qg7BJH4fTHC